# Bělý
Bělý (německy Bielei) je vesnice, místní část městyse Machova v okrese Náchod. Součástí Bělého je i osada Řeřišný severně od Machovské Lhoty. Obcí prochází silnice č. III/30320.
Na severu Bělý sousedí se Suchým Dolem a jeho částí Slavným, na západě s Policí nad Metují, na jihu s Nízkou Srbskou a Machovskou Lhotou, na východě s Božanovem a polskou Pasterkou.

## Historie
První zmínka o Bělém se datuje k roku 1241. V letech 1850–1950 byla samostatnou obcí a od roku 1961 je součástí Machova.
| Rok            | 1869 | 1880 | 1890 | 1900 | 1910 | 1921 | 1930 | 1950 | 1961 | 1970 | 1980 | 1991 | 2001 |
| -------------- | ---- | ---- | ---- | ---- | ---- | ---- | ---- | ---- | ---- | ---- | ---- | ---- | ---- |
| Počet obyvatel | 628  | 608  | 607  | 533  | 498  | 431  | 402  | 281  | 253  | 217  | 162  | 119  | 121  |